# Åsegarden
Åsegarden est une localité du comté de Troms, en Norvège.

## Géographie
Administrativement, Åsegarden fait partie de la kommune de Harstad.